# Reiner S. Thomä
Reiner Siegfried Thomä (* 24. September 1952 in Hermsgrün) ist ein deutscher Elektroingenieur. Er war bis April 2018 Fachgebietsleiter für Elektronische Messtechnik an der TU Ilmenau und ist seitdem emeritiert.

## Leben
Thomä studierte nach seinem Abitur 1971 am Julius-Mosen-Gymnasium in Oelsnitz/Vogtl. Informationstechnik an der TU Ilmenau, das er 1975 als Diplomingenieur abschloss. 1983 wurde er in Ilmenau mit einer Arbeit über Akustische Oberflächenwellen zum Dr.-Ing. promoviert. 1989 habilitierte er sich mit der Schrift Zur Theorie und Technik der Signal- und Systemanalyse mittels diskreter Fourier-Transformation.
Von 1988 bis 1990 forschte er am Zentrum für Wissenschaftlichen Gerätebau der Akademie der Wissenschaften der DDR im Bereich Funküberwachung. Nach der Wiedervereinigung Deutschlands forschte er 1991 für drei Monate am Lehrstuhl für Multimediakommunikation und Signalverarbeitung der Universität Erlangen-Nürnberg.
Am 17. Oktober 1992 wurde er auf den Lehrstuhl Elektronische Messtechnik an der TU Ilmenau berufen. Von 1999 bis 2005 war er Leiter des dortigen Instituts für Kommunikation und Elektronische Messtechnik. 2010 war er Gastprofessor im Broadband Wireless Communication Research Lab der Chinesischen Akademie der Wissenschaften.
Thomä ist Fellow des Institute of Electrical and Electronics Engineers (IEEE) sowie Mitglied von International Union of Radio Science (URSI), Verband der Elektrotechnik, Elektronik und Informationstechnik (VDE)/Informationstechnische Gesellschaft (ITG). Seit 1999 ist er Aufsichtsratsmitglied der Materialforschungs- und Prüfanstalt an der Bauhaus-Universität Weimar. Er ist gewählter Reviewer der Deutschen Forschungsgemeinschaft (DFG). Thomä ist in zahlreichen nationalen und internationalen Forschungsgruppen eingebunden.

## Publikationen (Auswahl)
- mit Jürgen Sachs, Jürgen Friedrich, Holger Groppe: Multisinus versus Maximalfolgen., in: Fortschritte der Akustik / Deutsche Jahrestagung für Akustik ; 23 (Kiel) : 1997. DEGA (1997), S. 285–286.
- mit Jürgen Sachs, Holger Groppe: Identifikation akustischer Systeme im Frequenzbereich mit Multisinussignalen., in: Vortragsreihen / Internationales Wissenschaftliches Kolloquium. Technische Universität Ilmenau ; 40 (Ilmenau) : 1995.09.18-21. - Ilmenau : (1995), S. 462–467.

## Auszeichnungen
- 2006: Thüringer Forschungspreis für die Arbeiten zum Thema MIMO - Channel-Sounder-Meßsystem
- 2009: Telecom System Technology Award der Telecommunications Advancement Foundation, Japan
- 2014: Vodafone Innovationspreis für seine Forschungsarbeiten zur optimalen Nutzung von Funkfrequenzen für mobile Kommunikation[6]